# Francesc Guillamet Ferran

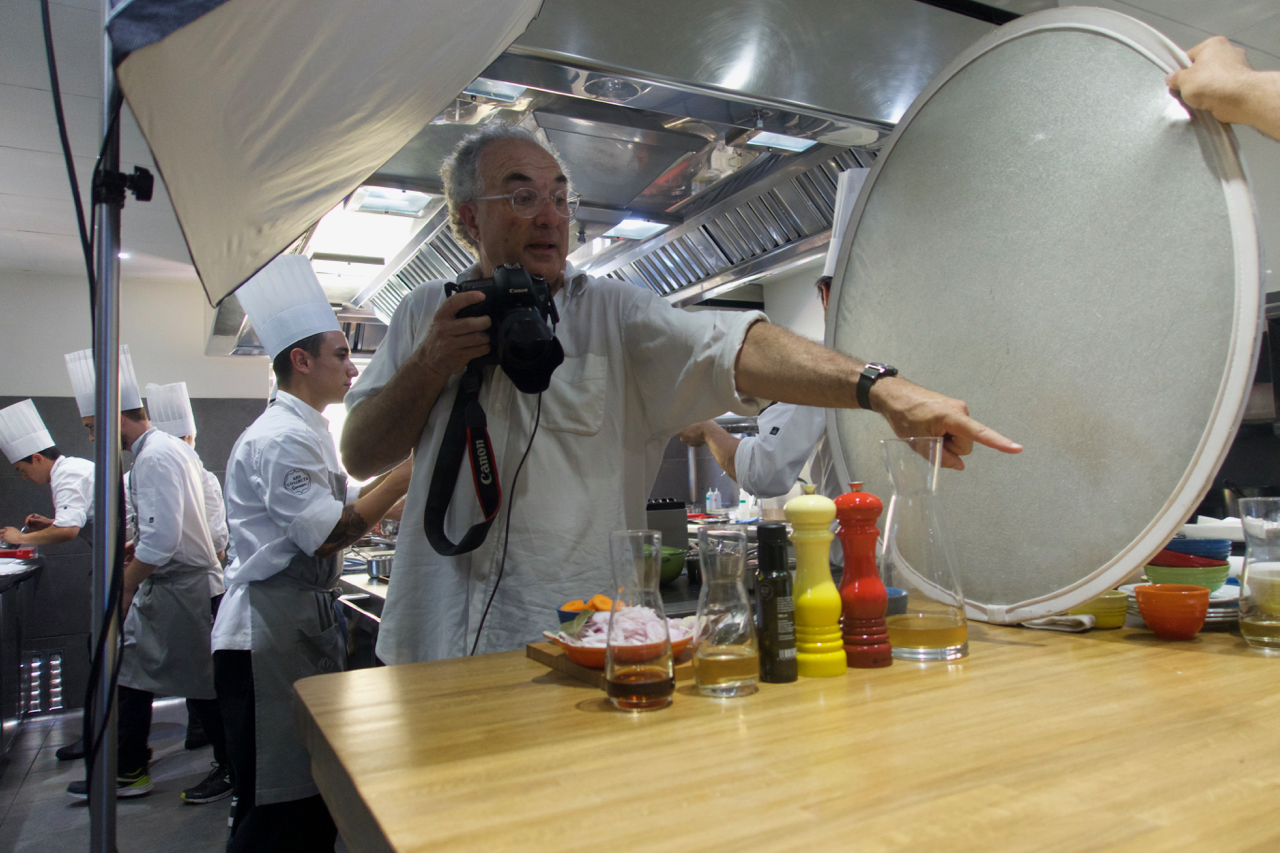
Francesc Guillament, envoltat de cuiners de l'equip de Paco Pérez, durant una sessió de fotos a la cuina del restaurant Miramar, a Llançà, al Cap de Creus.

Francesc Guillamet (Figueres, 21 de setembre del 1956) és un fotògraf català, especialitzat en fotografia culinària. És reconegut per haver fotografiat els 1846 plats de l'etapa de Ferran Adrià al Restaurant El Bulli, de la cala Montjoi, de Roses. També ha treballat a les cuines de Carme Ruscalleda, els germans Roca, Juan Mari Arzak, Xavi Sagristà i Toni Gerez, Sergi Arola, Fermí Puig o Nando Jubany, o a l'obrador de Paco Torreblanca. És autor de les fotos de totes les creacions de Mateu Casañas, Oriol Castro i Eduard Xatruch, tant al Compartir com al Disfrutar. També treballa amb Paco Pérez, del Miramar, de Llançà.
Ha il·lustrat diversos llibres sobre paisatges. Destaca la seva col·laboració amb Eduard Puig Vayreda sobre el paisatge del vi a l'Empordà.
Les seves fotografies mostren influència de la pintura moderna contemporània. La profunda relació amb el món de l'art es concreta amb les exposicions que ha fet arreu del món. Les revistes especialitzades, gastronòmiques o de fotografia, el consideren un referent en la foto gastronòmica a nivell mundial.
Francesc Guillamet es va iniciar en el món de la fotografia de la cuina al costat de Juli Soler i Ferran Adrià, al restaurant elBulli.

## Exposicions
1993 Festival Regards Vilanoba de la Ribera
1999 Jugamets, Museu del Joguet Figueres
2001 Una justa mesura de bellesa, llibreria Torcatis Perpinya
2003 Galeria Atalante. Madrid
2004 Galeria Senda Barcelona
2004 Maillol. Casa Generalitat. Perpinya
2005 Concertt d'estiu. Palau de Congresos Perpinya
2005 Nadar en la cocina. Club Diario Levante. València
2005 Antaviana. Figueres
2005 Festival Regards. Perpinya
2007 De Dietrich Gallery. Itinerant
2007 Privat. Delegació cultura Generalitat. Girona
2008 Menjar amb els ulls. Hotel Banke. Paris
2009 Retirada, Refugi antiaeri. Girona
2009 Gastroteca. Zaragoza
2010 llibreria Galiani Paris
2010 Voltar i mirar. Sala exposicions La Cate. Figueres
2013 El Bodego recuperat. IVAM. València
2014 Els anys Roses. Sala exposicions de la Ciutadella. Roses
2014 LF/S Brooklin. Willansburg Brooklin
2014 Farinera. Fundació Lluís Corominas Banyoles
2015 Jornadas Gastronomicas. Màlaga
2016 El Pirineu explicat als meus fills. La Cate. Figueres
2017 Paisatges. Ca l'Anita. Roses
2018 Farinera 1994. Museu La Farinera. Castelló d'Empuries